# Д’Идевиль, Элизабет Луи Франсуа Лелорнь
Элизабет Луи Франсуа Лелорнь д’Идевиль (фр. Élisabeth-Louis-François Lelorgne d'Ideville; 4 октября 1780, Париж — 30 мая 1852, Париж) — французский государственный деятель.
В 15 лет поступил на военную службу и к 18 годам стал секретарём губернатора Французской Гвианы. Вернувшись во Францию, с 1801 года был секретарём и переводчиком Наполеона, сопровождал императора и в ходе русской кампании, участвуя, как принято считать, в разведывательной деятельности. В 1813 году был удостоен баронского титула, который в 1814 году был подтверждён при Реставрации. В период Реставрации, однако, Идевиль занимался коммерцией и обустройством приобретённого замка, и лишь в 1830-е годы вернулся к общественной активности. После трёх неудачных попыток он был в 1837 году избран членом Палаты Депутатов от города Алье и затем вновь избирался в 1842 и 1846 годы
Старший сын Идевиля Леон д’Идевиль (1827—1892) стал военным моряком, младший Анри — дипломатом и мемуаристом.